# Scuola militare "Teulié"
La Scuola Militare "Teulié" è un istituto di formazione dell'Esercito Italiano che ha sede a Milano, in Corso Italia 58.
La Scuola è dedicata al Generale Pietro Teulié che, durante la sua permanenza al ministero della guerra, pose mano al progetto di un orfanotrofio militare, nell'attuale sede della scuola, nel periodo di passaggio dalla Repubblica Cisalpina alla Repubblica Italiana. L'atto di nascita della scuola, il 15 gennaio 1802, ne fa la più antica delle istituzioni napoleoniche tuttora esistenti. Durante la sua storia, l'istituto è stato più volte chiuso e successivamente riaperto, l'ultima volta nel 1996. Per questo motivo, la Scuola Militare "Teulié" è complessivamente rimasta attiva per circa 60 anni sui due secoli e anni successivi trascorsi dalla sua fondazione.

## Storia
L'edificio che attualmente la ospita fu costruito nel medioevo per ospitare l'ospedale di San Celso. Successivamente, nel 1758, divenne il monastero cistercense di San Luca, adibito prima ad ospedale militare e poi, nel 1802, per mano di Pietro Teulié, ad orfanotrofio militare. L'orfanotrofio mutò il suo nome, contemporaneamente all'istituzione del Regno d'Italia Napoleonico, in Reale Collegio degli Orfani Militari.

### Il Reale Collegio degli Orfani Militari (1802-1814)

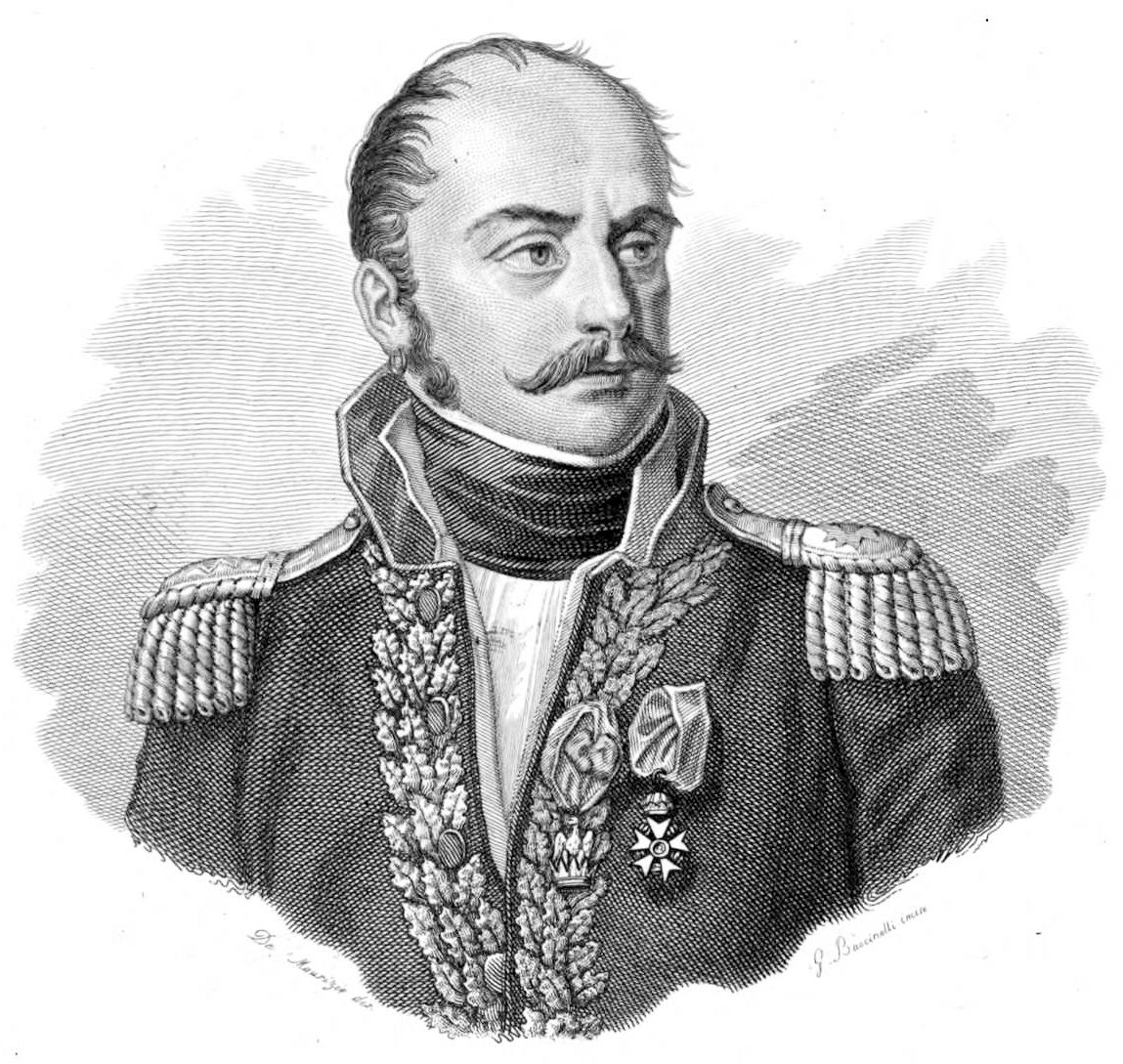
Il Generale di Divisione Pietro Teulié

Le origini della Scuola Militare di Milano vanno fatte risalire all'opera del generale Pietro Teulié, che il 21 aprile 1801 fu nominato Ministro della Guerra nell'ambito del governo della Repubblica Cisalpina. Nonostante egli abbia ricoperto tale incarico per un periodo di pochi mesi, in tale periodo egli si adoperò per fornire una sistemazione adeguata ai veterani di guerra, agli invalidi e agli orfani militari. Cinque mesi dopo le sue dimissioni da Ministro della Guerra, infatti, il Generale ebbe la soddisfazione di vedere accolte le proprie istanze. Il 1º gennaio 1802 (11 nevoso dell'anno X) Luigi Tordorò, succedutogli nell'incarico di ministro, diede mandato al Commissario di Guerra Guizzardi di presiedere una commissione per "l'organizzazione di una Compagnia di Invalidi e due di Veterani e per la scelta di un locale nella casa di San Luca che sia proprio ad un orfanotrofio di quaranta figli dei più meritevoli dei nostri guerrieri".
La commissione, di cui facevano parte il comandante dei veterani Endris e i capitani Duracci e Sceger, lavorò in fretta. Due settimane dopo, il primo regolamento della Scuola era pronto e veniva pubblicato con l'ordine del giorno n. 86 del Dipartimento della guerra datato 15 gennaio 1802.
Eccone l'incipit: "Interprete dei sentimenti di riconoscenza che nutre la patria per quegli onorati cittadini che dalle di lei battaglie sortirono mutilati o incanutirono sotto il peso delle armi impugnate a prò dei loro concittadini, ed animato dai sentimenti paterni che l'armata professa il nostro saggio Governo, il Ministro della Guerra ordina che in tutte le sue parti sia eseguito il seguente provvisorio regolamento.
Soldati! La cura che prende la nazione per i vostri fratelli meno felici animi il vostro coraggio, e vi dimostri che non sono dimenticati, anzi si premiano gli onorati servigi."
Il documento si componeva di trentanove articoli, di cui circa trenta dedicati all'organizzazione dei veterani invalidi e il restante ai loro figli orfani.
Il primo comandante fu il Capitano Antonio Artaud, un francese di sessantuno anni, proveniente dalle truppe modenesi, in forza a una compagnia di Veterani; suo vice fu il Capitano Giovanni Champenois, con funzioni di sottoeconomo, sessantenne e francese anch'esso. L'organico era completato da un Tenente, un Sottotenente, un Sergente Maggiore, due Sergenti e sei Caporali, tutti provenienti dalla Compagnia di Veterani.
Il 23 novembre 1802 fu nominato direttore dell'orfanotrofio il Capitano degli Invalidi Ignazio Ritucci, ex Capo Battaglione dell'Esercito Borbonico e Capitano nella Repubblica Partenopea. Nonostante il nome, l'istituto, oltre che orfani di guerra ospitava anche figli di militari in servizio, fungendo da vero e proprio collegio militare.
Nel luglio 1804 terminò la convivenza dei giovani allievi dell'Orfanotrofio con i Veterani e Invalidi.
Nel dicembre 1805, dopo la proclamazione del Regno d'Italia l'istituto prese il nome di "Collegio reale degli orfani militari" sotto gli ordini del Capo Battaglione Giovan Battista Deangeli, risultava costituito da 300 alunni organizzati in sei compagnie comandate da un sergente maggiore e lo studio aveva la finalità di preparare all'esame di ammissione alle accademie militari di Modena e di Pavia oppure permetteva di proseguire la carriere nell'esercito come sottufficiale..
Nel 1807 il Viceré Eugenio di Beauharnais approvò il nuovo regolamento e mutò la denominazione dell'Istituto in "Collegio Reale degli Orfani Militari".
Il 20 agosto 1811 fu approvato il nuovo regolamento del Reale Collegio degli Orfani di Milano a firma di Eugenio Napoleone di Francia, Viceré d'Italia, Principe di Venezia e Arcicancelliere di Stato dell'Impero, a nome di Napoleone Imperatore dei Francesi e re d'Italia".
Il 9 novembre 1811 Deangeli, nominato Comandante d'Armi di 4ª Classe, passò le consegne del Collegio all'Ispettore alle Rassegne, Barone Giacomo Filippo De Meester Hüyoël.
Con questo strumento normativo il Generale De Meester condurrà la sua azione pedagogica sino al 1814.
Il Governatorato di De meester coincise con il declino di Napoleone. De Meester si era compromesso firmando un appello a Lord Bentinck per il mantenimento di un Regno Italico indipendente, insieme al suo collaboratore al Collegio, Giuseppe Merlo. A mezzanotte dell'11 dicembre 1814 De Meester fu arrestato nella sua casa di via della Passione 245 e scontò due anni nelle prigioni milanesi e due nella fortezza di Theresienstadt.
La direzione dell'Orfanotrofio, all'atto del suo arresto, era passata provvisoriamente al Tenente Colonnello Edward Young e ratificata nel 1815 insieme alla nuova denominazione di Imperial Collegio Militare di San Luca.

### L'Imperial Regio Collegio Militare di San Luca (1814-1848)

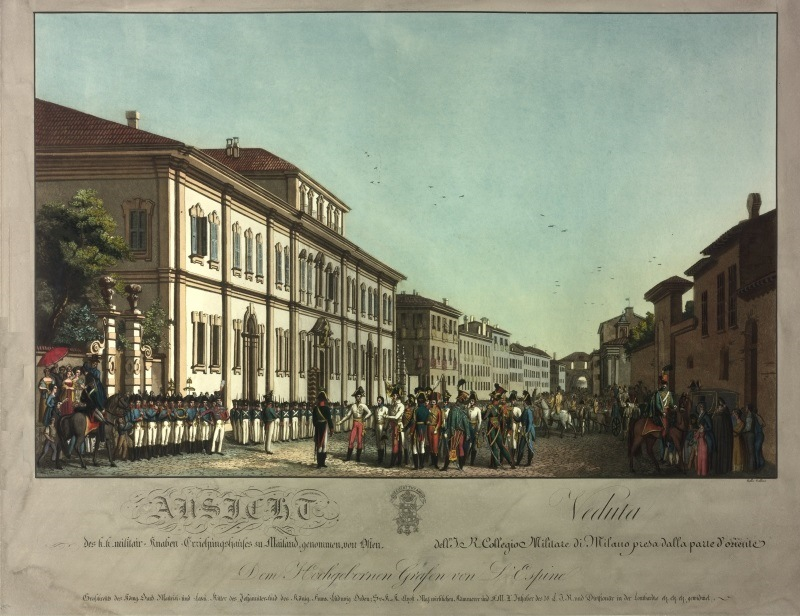
Veduta dell'I.R. Collegio Militare di Milano presa dalla parte d'Oriente. Gallo Gallina (1820 circa).

Il 21 settembre 1814 il collegio passava alle dipendenze dell'Imperial Regio Comando Austriaco.
Nel periodo di trapasso dal vecchio al nuovo regime, l'ordinamento del Collegio e la composizione dello Stato Maggiore non mutarono. Gli ufficiali rimasero al loro posto ma il corpo insegnanti fu drasticamente cambiato; tutti i professori "forestieri" furono licenziati, tra cui il piemontese, professore di francese, Silvio Pellico, il quale trovò un impiego come precettore presso il conte Porro Lambertenghi, attorno al quale si riunivano letterati e scrittori di spiriti romantici e liberali.
Il successore di De Meester, Tenente Colonnello Edward Young fu in assoluto il comandante che rimase in carica per più tempo, dal 1814 al 1836. Il suo primo compito fu quello di traslare le spoglie di Pietro Teulié dalla "sua" scuola e inumarle in San Celso, per reprimere i sentimenti napoleonici prima e risorgimentali poi, che serpeggiavano tra le truppe e in particolar modo nel Collegio.
Le uniformi furono cambiate; il verde che era stato il colore della Repubblica cisalpina fu abbandonato per passare al grigio cenere. Furono confezionate giacchette con risvolti rosso carminio, pantaloni stretti dello stesso colore con filetto rosso, scarpe con stringhe e berretto.
Nel 1821 i fratelli Boneschi, ex allievi, erano fra i cospiratori e il Collegio fu sempre considerato "vivaio di spiriti liberi".
Nel 1836 il Colonnello Young fu sostituito dal Maggiore Johann Cristophe von Leuenfels, proveniente dal battaglione cacciatori.
Nel 1838, con risoluzione del 30 novembre, l'imperatore Ferdinando I decretò lo scioglimento del Collegio Militare, in luogo del quale furono create due Case di educazione militare a Bergamo (Casa di educazione lombarda) e a Cividale (Casa di educazione veneta).
Nel 1839 Ferdinando I d'Asburgo trasformò il collegio in Imperial regio collegio dei cadetti.
L'edificio di San Luca fu quindi destinato a ospitare una compagnia di centocinquanta cadetti, organizzata sul modello dei Collegi dei Cadetti austriaci.
La Compagnia dei Cadetti fu comandata dapprima dal capitano Joseph von Reichenau, poi, dal 1847, dal capitano Rudolf Severus.
Nel 1848 la rivolta, preceduta da quelle di Vienna, Parigi e Palermo, scoppiò anche a Milano. Da sabato 18 a mercoledì 22 marzo, un popolo di centossessantamila cittadini cacciò dalla sua città una guarnigione di sedicimila austriaci comandati dal Conte Joseph Radetzky von Radetz.
Uno degli ultimi capisaldi a essere abbandonato dagli austriaci fu la scuola militare, situata a ridosso delle mura e dominante Porta Ludovica. Pochi giorni dopo la fine dei combattimenti in città, i locali della scuola militare milanese furono presi in custodia dalla Municipalità e consegnati al signor Antonio Carnevali che, per sua iniziativa, vi aprì una scuola d'artiglieria e genio.
Gli eventi del 1848 sono ricordati ogni anno in occasione della ricorrenza delle cinque giornate in cui avvengono due cerimonie dette della Consegna del Primo Tricolore: la prima si svolge in Piazza Cinque Giornate, ai piedi dell'omonimo monumento, in cui il Comune di Milano consegna al Comandante della Scuola lo storico simbolo: il tricolore che sventolò sulla guglia più alta del Duomo dopo la scacciata degli austriaci, l'altra nel corso del giuramento degli Allievi della I Compagnia, quando la Bandiera viene riconsegnata al Comune.
Il 6 agosto 1848 il feldmaresciallo Radetzky rientrò a Milano e l'edificio scolastico fu nuovamente adibito ad ospedale militare e tale vi rimase per tutto il decennio successivo che passerà alla storia come il "decennio di preparazione". Malgrado l'interessamento dello stesso Radetzky, il Collegio non fu riaperto, per il resto degli anni in cui Milano rimase sotto il regno Lombardo Veneto, a causa della partecipazione degli allievi alla rivolta antiaustriaca.

### Il Collegio Militare di San Luca (1859-1895)

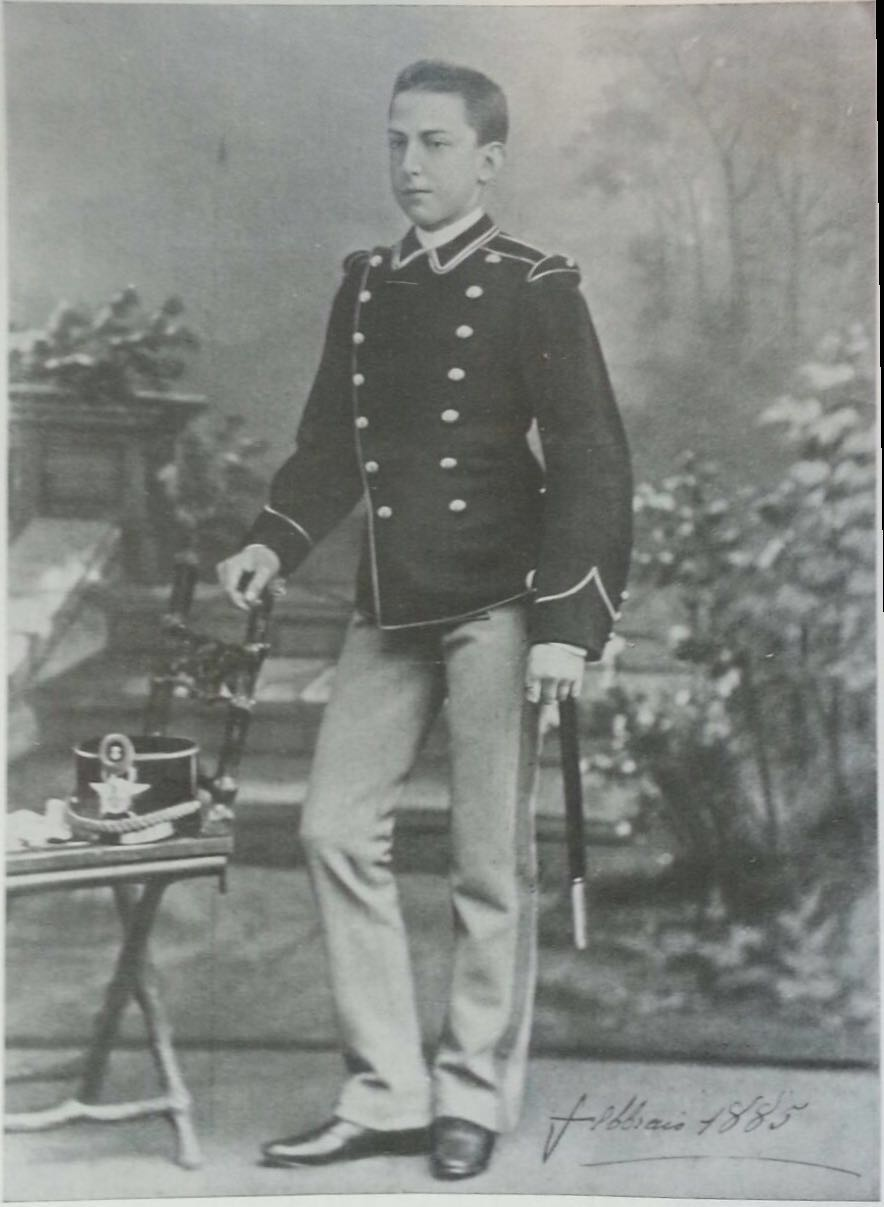
S.A.R. Vittorio Emanuele di Savoia-Aosta, Conte di Torino, Allievo nel Collegio Militare di Milano nel 1885.

Il collegio venne ricostituito nel 1859 quando il 26 agosto Vittorio Emanuele II firmò il decreto istitutivo di un collegio militare da istituire a Milano e destinato a "fornire Allievi idonei all'ammissione nella Regia Militare Accademia". Le norme, recitava il decreto, erano le medesime del Collegio Militare di Asti, istituito nel 1857 e di quello di Racconigi, fondato nel 1834 per i figli di militari. Fu insediata una commissione col compito di decidere sulla idoneità allo scopo dei locali di San Luca e la scelta fu quasi obbligata, non solo per carenza di altre strutture, ma per ovvie ragioni di continuità storica.
Nel 1860 furono numerose le domande di ammissione di ragazzi provenienti da varie parti d'Italia e anche dalle regioni ancora sotto dominazione austriaca.
Gli ultimi francesi lasciarono San Luca nell'ottobre 1859. A novembre fu nominato comandante il Luogotenente Colonnello Efisio Cugia di Sant'Orsola, affiancato dal Maggiore Pompeo Bariola.
A sostituire Cugia venne chiamato il Tenente Colonnello Genova Thaon di Revel di Saint André.
Suo successore fu il Tenente Colonnello Roberto Patrese, che rimase in carica dal 1860 al 1861, l'anno dell'Unità d'Italia.
La politica di risanamento dei bilanci condotta energicamente dal Governo, portò alla soppressione del Collegio Militare di Parma e al trasferimento a Milano di 70 allievi nel 1864 e alla chiusura del Collegio Militare di Asti e al trasferimento a Milano di 47 allievi nel 1866.
A causa della situazione precaria, si preferiva immettere nel Collegio un numero di nuovi allievi inferiore a quello di coloro che ne uscivano e si arrivò alla chiusura del Collegio, decretata l'11 agosto 1869 e attuata il 16 settembre. Gli allievi rimasti furono trasferiti nel Collegio Militare di Napoli. L'edificio di San Luca fu destinato in quegli anni alla Scuola di agricoltura, insediata con decreto del 10 aprile 1870 e aperta ufficialmente il 2 gennaio 1871.
Nel 1873, la legge sul nuovo ordinamento dell'esercito proposta dal Ministro Ricotti stabilì la creazione dei collegi per preparare i giovani alle Accademie Militari. Accanto alla Nunziatella, che non era mai stata soppressa, fu decisa nel 1874 l'apertura dei collegi a Firenze e Milano.
Con Regio Decreto del 19 settembre 1895 il Collegio fu chiuso per le solite ragioni economiche.

### La Scuola Militare di Milano (1935-1943)

Cerimonia di riconsegna del Tricolore, alla presenza di Emilio De Bono del Conte di Torino e del Duca di Bergamo

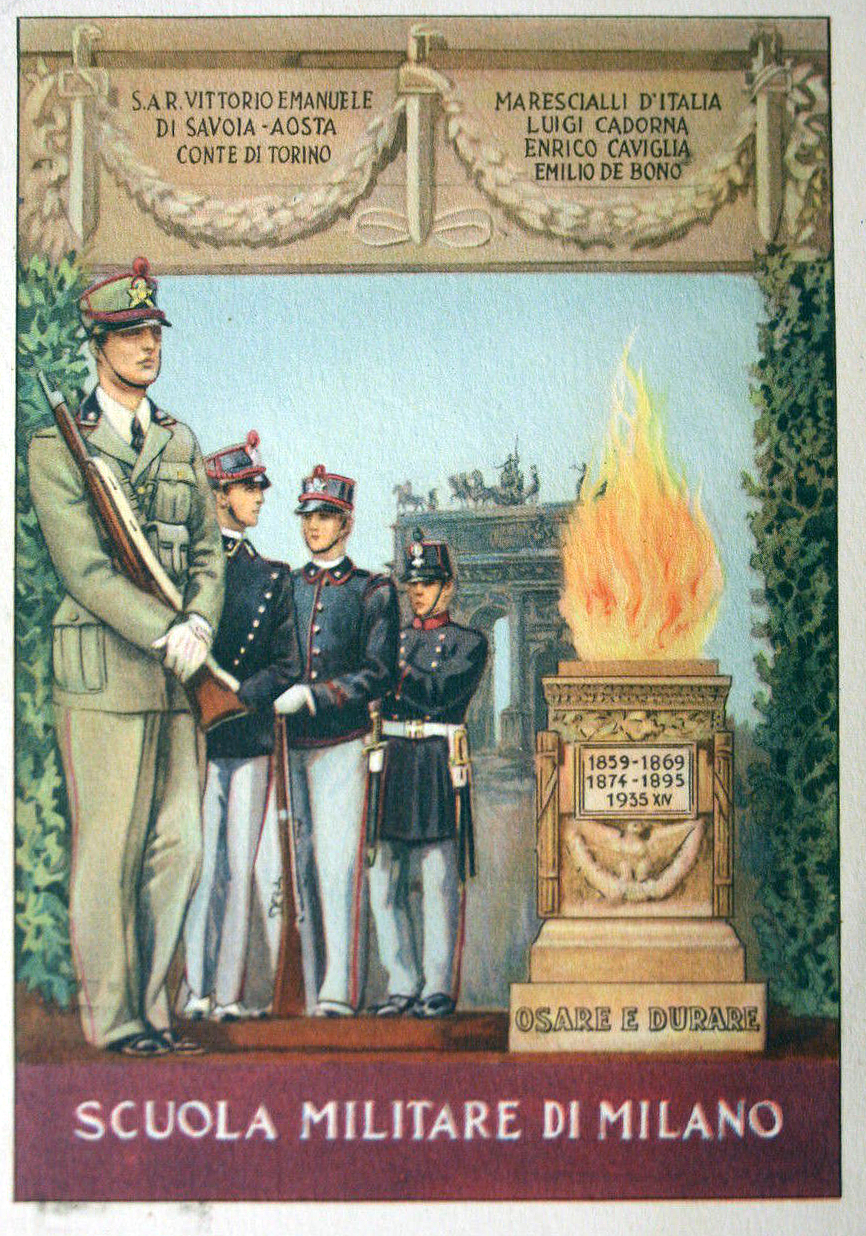
Cartolina militare della scuola del 1935

Durante la prima guerra mondiale, l'edificio fu adibito a caserma del 7º Bersaglieri. Al termine della guerra, con Regio Decreto del 21 agosto 1921, l'edificio fu adibito a Scuola Allievi Ufficiali di Complemento e Allievi Sottufficiali, cessando la sua attività nel 1934.
L'8 febbraio 1935 un telegramma di Mussolini al podestà di Milano comunicò la decisione di riaprire la Scuola Militare.
Il Ministro della guerra donò la statua di Giulio Cesare che tuttora presidia il cortile d'onore.
L'attività della scuola riprese quindi il 21 ottobre 1935.
Il corso iniziato nel 1935 fu intitolato alla memoria di Umberto Masotto, l'eroe di Adua. Sotto l'androne del cortile d'onore fu posta una lapide con i nomi di tutti i caduti dalla Terza Guerra d'Indipendenza alla Prima Guerra Mondiale.
Dopo pochi anni se ne dovette aggiungere un'altra per accogliere i nomi degli ex allievi caduti nel secondo conflitto mondiale.
Nel 1937 ebbe inizio una tradizione durata per tutto il periodo di apertura della scuola: il 21 marzo, nel cortile della Rocchetta, al Castello Sforzesco di Milano, il podestà diede in consegna al Battaglione Allievi il primo tricolore militare italiano affinché venisse custodito per un giorno all'interno della "Teulié", in occasione della celebrazione delle Cinque Giornate.
Il vessillo, più propriamente uno stendardo, era l'insegna della Compagnia Cacciatori a Cavallo e fu acquistato a Parigi dal Conte Borletti, il quale lo donò a Mussolini che, a sua volta, lo destinò al Museo del Risorgimento di Milano.
La bandiera, anteriore di tre mesi al tricolore adottato dal Congresso Cispadano di Reggio Emilia, costituiva un ponte di continuità fra il fondatore e la rinnovata scuola.
Alla fine del 1942 la Scuola fu trasferita a Cremona per sottrarla ai bombardamenti alleati su Milano ma dopo l'8 settembre cessò di funzionare e i tedeschi avevano occupato i locali devastandoli.

### Periodo postbellico
Passarono 53 anni, durante i quali l'edificio divenne la caserma dei militari in servizio presso il comando dello stato maggiore del III Corpo d'armata (due compagnie ed un plotone di minuto mantenimento).
La Caserma Teulié, negli anni dal 1950 al 1967, era occupata dal Terzo Reggimento Bersaglieri ''Milano'', poi trasferito alla Caserma Mameli di via Suzzani.

### La Scuola oggi (1996-)

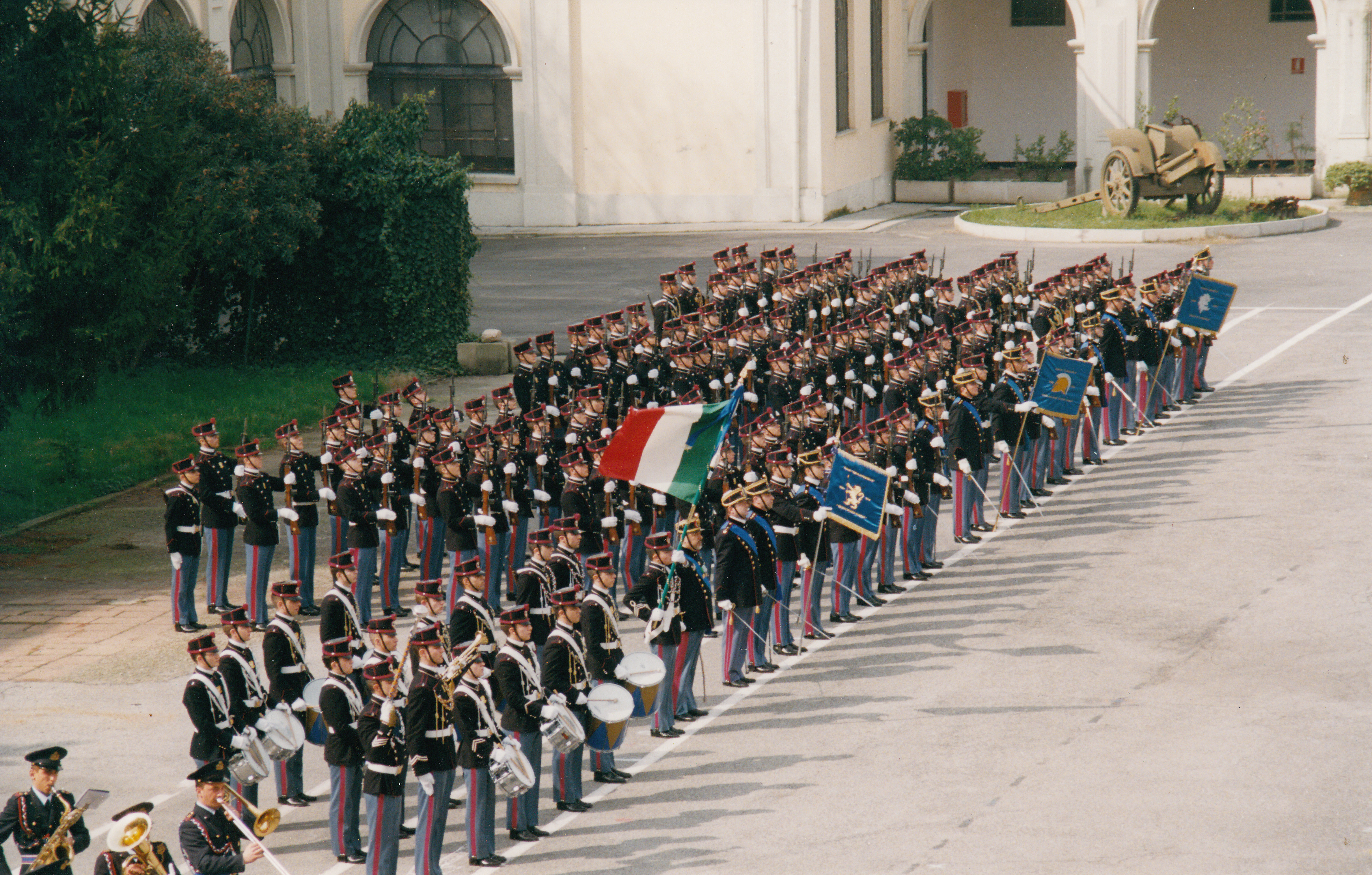
Battaglione Allievi della Scuola Militare "Teulié" schierato per il Giuramento del Corso Buffa di Perrero II.

Nel 1995, l'allora Capo di Stato Maggiore dell'Esercito, Generale Bonifazio Incisa di Camerana, si impegnò per la riapertura della Scuola con l'intenzione di ripristinare un ambiente scolastico degno di duecento anni di storia, capace di costituire un polo attrattivo per il nord-Italia.
Il 23 settembre 1996, sessantasei sedicenni, accolti da un gruppo di Ex Allievi settantenni, varcarono il portone della Scuola che fu riaperta come sede distaccata della Scuola Militare "Nunziatella", non potendo essere considerata autonoma fin quando non avesse attivato tutte le classi previste dal ciclo di studi.
Nel 1998, fu concessa la Bandiera d'Istituto e si sancì quindi la piena autonomia scolastica e militare.
Il 27 giugno 2000 l'istituto assunse l'attuale denominazione "Scuola Militare Teulié", in seguito alle richieste del Colonnello Marco Grasso.
Il 23 marzo 2002, anniversario del primo giorno di Milano libera dopo le Cinque Giornate, il Comune di Milano conferì agli Allievi della Scuola Militare la cittadinanza onoraria.
Nel 2009 la Teulié è stata aperta alle donne e nel giugno 2012 sono state diplomate le prime 10 allieve.
Nell'ambito delle celebrazioni per l'Anniversario dell'Unità d'Italia nell'anno 2013 la scuola ha ricevuto una delle tre "campane del dovere" destinate alle più antiche scuole militari italiane (le altre due sono state consegnate alla Scuola Militare Nunziatella di Napoli e all'Accademia Militare di Modena, prodotte dalla Pontificia fonderia di campane Marinelli.
La Scuola ha avuto al 2015 30 comandanti.

## Denominazione corsi
Dalla riapertura si sono susseguiti i seguenti corsi: Turinetto I, Masotto II, Musso II, Camozzini II, Buffa di Perrero II, Ferrari II, Fadini II, Fumi II, Platone II, Marinetti I, Ruocco I, Del Din I, Serafino I, Spagnolo I, Paglia I, Zamorani I, Grecchi I, Quarantelli I, Segre I, Berardi I, Turinetto II, Masotto III, Musso III, Camozzini III, Buffa di Perrero III, Ferrari III, Fadini III, Fumi III e Platone III.
Tutti i nomi dei Corsi derivano dal cognome degli Ex Allievi della Scuola che hanno ricevuto Medaglie al Valor Militare.

## La sede della Scuola
La Scuola Militare Teulié è situata in Corso Italia 58 a Milano. La costruzione del palazzo risale al periodo napoleonico, verso la fine del 1700. Ha una superficie scoperta di 11.750 mq e coperta di 10.250, con una cubatura di circa 92.200 metri cubi. L’odierna struttura architettonica della Scuola è rimasta piuttosto fedele all’impianto originale.
L’edificio, che all’epoca ospitava il nuovo monastero di San Luca, fu terminato nel 1765 con gli ultimi ritocchi alle eleganti cornici barocche delle finestre.
L’architetto Questa progettò un edificio ad “H” con i due lati maggiori orientati in senso nord-sud, uniti da un corpo centrale con andamento est-ovest. Dal progetto risultarono così due cortili differenti tra loro. Il primo cortile, quello a sud, oggi chiamato cortile d’onore, è dominato al centro da una statua di Giulio Cesare donata nel 1935 dal ministero della Guerra in occasione della riapertura della Scuola. Esso è ornato su tre lati da serliane con parti architravate molto brevi e colonne binate in granito rosa di Baveno, tipico dei palazzi signorili milanesi.
Nell’androne principale è stato realizzato un semplice sacrario ove sono incisi, su tre lapidi affiancate, i nomi di tutti gli Allievi caduti dalla Terza Guerra d’Indipendenza alla Resistenza.
Ai lati dell’ingresso sono incisi, su altre due lapidi, i diciotto nomi degli Allievi decorati di Medaglia d’Oro al Valor Militare cui sono intitolati i Corsi della Scuola.
Il secondo cortile, quello a nord, è dedicato ad Ugo Foscolo, amico e compagno d’armi del Generale Teulié, e dal 1996 è stato attrezzato in campo polifunzionale.

Presso la Scuola ha sede l'Associazione Nazionale Ex Allievi Teulié, fondata il 14 dicembre del 1966.

## L'uniforme storica

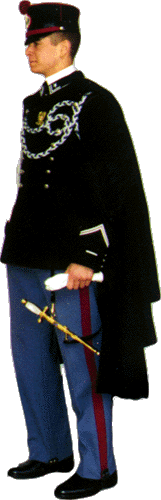
Allievo della scuola militare "Teulié" in uniforme storica.

Per ogni circostanza l'allievo dispone di un'uniforme appropriata e di un corredo adatto, ma l'uniforme storica è quella che più lo distingue.
Apparentemente è uguale per tutti: kepi, spadino, giubba blu con doppia bottoniera, giubbino bianco d'estate, pantaloni con banda rossa e mantella turchina.
Ma esiste una semiologia anche per le uniformi.
Ogni particolare, ogni colore, ogni numero ha un preciso significato da interpretare.
Il numero 2 inscritto nella nappina del kepi indica l'appartenenza al 2º Battaglione Allievi (il 1º è quello di Napoli), i numeri 1, 2 o 3 sulle spalline identificano l'anno di frequenza, lo stemma sul petto riporta il nome del Corso.
Gli allievi qualificati indossano i gradi d'argento come galloni sulle maniche:
- 3 galloni con 1 giro di bitta per l'Allievo Caposcelto di Battaglione;
- 3 galloni per i Allievi Capi Scelti;
- 2 galloni per gli Allievi Scelti;
- 1 gallone per gli Allievi istruttori.

L'allievo che per 120 giorni consecutivi non riporta né punizioni né insufficienze scolastiche o provvedimenti medico-sanitari è autorizzato a fregiarsi della "cifra di merito", un distintivo sulla manica costituito dal monogramma "RI" della Repubblica Italiana.
I cordoni che gli allievi esibiscono sul petto hanno anch'essi un preciso significato:
- cordone con i colori nazionali (verde, bianco, rosso) per l'Allievo Caposcelto di Battaglione;
- cordone color cremisi per i 2 Allievi di Scorta alla Bandiera;
- cordone blu, rosso e bianco per l'Allievo Mazziere della Batteria Tamburi, cui compete il compito di aprire lo sfilamento degli allievi e cadenzare il passo;
- cordone amaranto e bianco per gli Allievi Trombe della Batteria Tamburi;
- cordone blu e bianco per gli Allievi Tamburini della Batteria Tamburi;
- cordone bianco per gli Allievi Tamburi Imperiali della Batteria Tamburi;

## Lo stemma araldico
Lo scudo sannitico d'azzurro reca al centro un'aquila rostrata, armata d'oro e caricata in petto dallo scudo ellittico d'argento alla croce di rosso; alla base degli artigli una lista bifida di colore oro, riportante in caratteri maiuscoli neri il motto "ITERUM ALTE VOLAT". La corona turrita è di color oro.
Lo stemma attualmente in uso è stato adottato dopo la riapertura della Scuola.

Stemma della Scuola Militare di Milano dal 1935 al 1943

## Motti
Il motto della Scuola, dal 1935 al 1943, è stato "Osare e durare", mentre l'attuale motto, dalla riapertura nel 1996, è "Iterum alte volat", che significa "Di nuovo vola in alto".
Sul muro dello scalone d'onore che porta alle aule è scritto "Ad vincendum studium", che significa "Impegno per vincere".
Sui muri del passaggio tra il Cortile Giulio Cesare e il Cortile Primo Tricolore è scritta una frase tratta dal Vangelo di Matteo (5,37) "Sit autem sermo vester: 'est, est', 'non, non'" in latino da un lato e "ἔστω δὲ ὁ λόγος ὑμῶν ναὶ ναί, οὒ οὔ·" in greco dall'altro, ovvero "Il tuo dire sia dunque sì, sì, oppure no, no!".

## Offerta formativa
La Scuola Militare Teulié è una scuola superiore a ordinamento militare che comprende percorsi formativi di liceo classico, liceo scientifico e liceo scientifico con opzione scienze applicate a cui possono accedere, per concorso, ragazzi e ragazze a partire dai 15 anni, una volta completato il biennio nelle scuole civili di provenienza.

## Attività sportive
Presso la Scuola Militare Teulié il nuoto è inserito nelle ore di educazione fisica e praticato al mattino da tutti gli allievi.
Le seguenti discipline vengono praticate quali attività sportive pomeridiane extracurriculari, in sede o presso strutture esterne.
- nuoto
- scherma
- atletica leggera
- equitazione
- pallavolo
- pallacanestro

Il numero di allievi che pratica ogni sport è dettato, oltre che dalle desiderata personali, dalle possibilità tecniche, logistiche e infrastrutturali consentite dalle singole discipline. Lo scopo è quello di garantire a tutti i frequentatori l'esercizio di uno sport completo e formativo come il nuoto e offrire una scelta per una seconda attività con la possibilità di praticarla per tre anni.
Ogni due anni gli allievi, assieme alle altre scuole militari, partecipano ai Giochi Sportivi Interscuole Militari.
La Scuola Militare "Teulié" ha vinto le competizioni del 2005 e del 2015.

## Attività militari
I giovani allievi della Teulié, oltre alla normale attività di studio, svolgono attività militari quali:
- Istruzione formale
- Addestramento individuale al combattimento (A.I.C.)
- Istruzione sulle armi e sul tiro
- Difesa personale
- Corso di primo soccorso

Per perfezionare e/o finalizzare l'addestramento si svolgono campi estivi nelle varie aree addestrative dell'Esercito Italiano, sovente degli Alpini.

## Ammissione ai Corsi
L'ammissione alla Scuola Militare "Teulié" avviene attraverso concorso ed è consentita esclusivamente agli studenti idonei a frequentare il 3°Liceo Classico, il 3° Liceo Scientifico o il 3° Liceo Scientifico Scienze Applicate.
A seguito del bando si invia domanda di iscrizione. Le fasi concorsuali si svolgono nel centro di reclutamento nazionale dell'esercito a Foligno: superato un test (questionario di tipo logico-deduttivo), i candidati sono sottoposti ad accertamenti sanitari e attitudinali nonché a prove di efficienza fisica. Questa fase concorsuale dura almeno cinque giorni ma ai concorrenti sarà di volta in volta comunicato, in base ai risultati degli esami/colloqui, se sono idonei o meno.
Alla fine degli accertamenti i concorrenti rimasti sono sottoposti alle prove di efficienza fisica, e i rispettivi risultati di questo esame, fanno parte integrante della graduatoria finale. L'ultimo esame consta di un questionario (prova di cultura generale), dopo il quale si compilano le graduatorie e i candidati vincitori del concorso ricevono una lettera raccomandata (o tramite posta elettronica) con la data della convocazione.
Il ciclo di studi si completa con il conseguimento del relativo diploma di maturità e include, oltre alle materie scolastiche comuni a questi licei, anche dei corsi di lingua inglese, di informatica, di storia militare e di formazione finalizzati alla carriera militare.

## Scuola Militare Teulié e Biblioteca Militare del Presidio - Luoghi del Cuore - FAI
L’odierna struttura architettonica della Scuola è rimasta piuttosto fedele all’impianto originale. Il progetto iniziale, del 1756, dell’architetto Questa si inserisce nello stile del barocchetto fiorito. L’edificio, che all’epoca ospitava il nuovo monastero di San Luca, fu terminato nel 1765 con gli ultimi ritocchi alle eleganti cornici barocche delle finestre. L’architetto Questa progettò un edificio ad “H” con i due lati maggiori orientati in senso nord-sud, uniti da un corpo centrale con andamento est-ovest. Dal progetto risultarono così due cortili differenti tra loro. Il primo cortile, quello a sud, oggi chiamato cortile d’onore, è dominato al centro da una statua di Giulio Cesare donata nel 1935 dal ministero della Guerra in occasione della riapertura della Scuola. Esso è ornato su tre lati da serliane con parti architravate molto brevi e colonne binate in granito rosa di Baveno, tipico dei palazzi signorili milanesi. Il secondo cortile, quello a nord, è dedicato ad Ugo Foscolo, amico e compagno d’armi del Generale Teulié, e dal 1996 è stato attrezzato in campo polifunzionale. Il resto della caserma, ovvero i complessi sul versante ovest che circondano l’ex Piazza d’Armi, oggi cortile del Primo Tricolore, sono scaturiti dall’imponente ristrutturazione che l’edificio subì nel 1935. La prima ristrutturazione riguardò le scuderie che furono riconvertite in alloggi. La seconda di epoca fascista portò alla costruzione di un padiglione gemello con andamento est–ovest, oggi destinato alla biblioteca, alle sale riunioni ed al salone d’onore, e alla costruzione della palestra. Quest’ultimo edificio è un semicilindro affiancato ai lati da altri due padiglioni destinati ad ospitare la mensa e la palestra di scherma. Il fronte della palestra fu completato da un’ampia balconata e da un frontone adornato con quattro grandi fasci littori che furono scalpellati dopo la Liberazione. Dal punto di vista architettonico, oggi le parti di maggiore interesse del complesso sono oltre al già menzionato cortile d’onore la facciata e lo scalone d’onore. La facciata, chiara e luminosa, è maestosa, armonica e movimentata da lesene e sobri portali in granito. Di questi, il più imponente è quello centrale, dotato di stipiti in marmo venato e sormontato da un timpano curvilineo dal quale si erge una portafinestra con balconcino in pietra traforata. Le altre finestre centrali della facciata, solo al primo piano, sono ornate da leggere cimase ad arco. Lo scalone d’onore, a doppia rampa, è l’elemento più imponente e decorativo di tutto l’edificio, con granito rosa di Baveno e una balaustra in marmo rosa che porta ai locali della Sala Convegno al piano superiore. All’altezza del pianerottolo è collocato il cenotafio del Generale Teulié, opera dell’architetto Giovanni Battista Chiappa. Un riguardo particolare, infine, merita la biblioteca della Scuola Militare “Teulié”. Organizzata in cinque ampie sale, raccoglie al suo interno 75.000 volumi dei più svariati argomenti: scienze umane, opere scientifiche, enciclopedie, riviste, raccolte di leggi, cartografia, storia militare. I manoscritti sono 31. Il più antico risale al 1407 e conserva la legatura originale con piatti in legno e dorso in cuoio. Tra gli altri figurano anche una circolare del Cavour del 1859, un dispaccio di Metternich ed un proclama di Lord Wellington del 1814. Gli incunaboli sono stati stampati prima del Cinquecento.

## L'Associazione Nazionale Ex Allievi della Scuola Militare "Teulié"

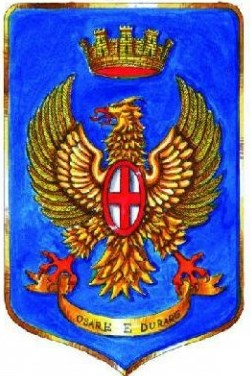
Stemma dell'Associazione Nazionale Ex Allievi della Scuola Militare Teulié.

Una volta conseguito il diploma, gli Ex Allievi continuano a rimanere uniti dentro quella che per ognuno di essi rappresenta una vera e propria famiglia.
L'Associazione è presente su tutto il territorio nazionale con diverse delegazioni, generalmente corrispondenti alle regioni italiane, che organizzano eventi e incontri per mantenere vivo il senso di appartenenza alla Scuola.
Nel 1965 gli Ex Allievi dei Corsi d'ante guerra si riunirono per celebrare il trentesimo anniversario della riapertura della Scuola e decisero la fondazione dell'Associazione Nazionale degli Ex Allievi. 
Sull’onda del successo di quel primo raduno, il 14 dicembre 1966 fu depositato presso il notaio Visentini di Milano l’atto di costituzione dell’Associazione Nazionale Ex Allievi della Scuola Militare di Milano. I sei firmatari dell’atto e Fondatori dell’Associazione Ex Allievi erano un microcosmo che ben esprimeva la composizione sociale e professionale degli Ex Allievi. C’era un Ufficiale, il Ten. Col. Lucio Orofino (Corso Masotto I 1935-1938), due ingegneri, Pietro Cometto (Corso Ferrari I 1939-1942), e Enzo Luongo (Corso Musso I 1936-1939), un dirigente d’azienda, Carlo De Lellis (Corso Musso I 1936-1939), un professionista, Massimiliano Cesareo (Corso Musso I 1936-1939) e un avvocato, Guido Cerrato (Corso Musso I 1936-1939).
Fra gli scopi statuari c'era quello di promuovere la riapertura dell'istituto, realizzata dopo altri 31 anni.
Oggi il numero degli Ex Allievi ha superato le due mila persone, sparsi per l’Italia e per il mondo.
I più “anziani” sono stimati professionisti. Coloro che hanno intrapreso la carriera militare, attualmente sono dirigenti delle varie Forze Armate. Quasi tutti hanno servito con onore ed orgoglio la Patria in missioni di pace all’estero, dall’Afghanistan all’Iraq, dal Libano ai Balcani.
Un’Associazione di fratelli e sorelle, forgiati e uniti all’insegna dello “spirito di corpo” e da un fine comune: quello di studiare, lavorare e soffrire, ma anche gioire per essere i migliori.
Il loro compito è quello di continuare a marciare uniti e compatti così come gli è stato insegnato alla Teulié, per – come recita l’articolo 4 della Costituzione – concorrere al progresso materiale o spirituale della società.
Gli Ex Allievi della Scuola Militare di Roma, in base allo Statuto, hanno il diritto di aderire all'Associazione Nazionale Ex Allievi della Scuola Militare "Teulié".

## Il distintivo tradizionale da Ex Allievo
Il distintivo a spillo metallico è a forma di aquila rostrata armata d'oro caricata in petto dallo scudo ellittico d'argento alla croce di rosso; alla base degli artigli una lista bifida di colore oro con inciso in nero "SCUOLA MILITARE TEULIÉ".
Gli Ex Allievi che hanno completato gli studi possono indossare la suddetta spilletta nel formato regolamentare sull'uniforme (qualora avessero proseguito con la carriera militare) o nel formato ridotto sulla giacca civile.